# Taburno Camposauro
Taburno Camposauro es un macizo ubicado en los Apeninos, al oeste de Benevento, en la región de Campania del sur de Italia. Su pico más alto es el Taburno, a 1.393 m. Está compuesto por dos grupos de montañas calcáreas separadas por una llanura. La fauna se ve afectada por actividades humanas, pero la avifauna es muy diversa. Varias estructuras históricas, principalmente religiosas, se encuentran en el macizo. En la zona se produce un vino DOP.

## Historia
Los romanos conocían la montaña con el nombre de Taburnus. Estaba en la parte Caudina de la región de Samnium, cerca de la ubicación de la famosa Batalla de las Horcas Caudinas. El nombre parece provenir del idioma osco. La montaña fue mencionada por Virgilio en la Eneida y en las Geórgicas, donde la describió como "poderosa". En su Cynegeticon, Gratius Faliscus describió la montaña como "escarpada"
Las bandas de bandidos usaban el macizo como refugio y base para sus actividades, especialmente inmediatamente después de la unificación de Italia.

## Geografía y geología

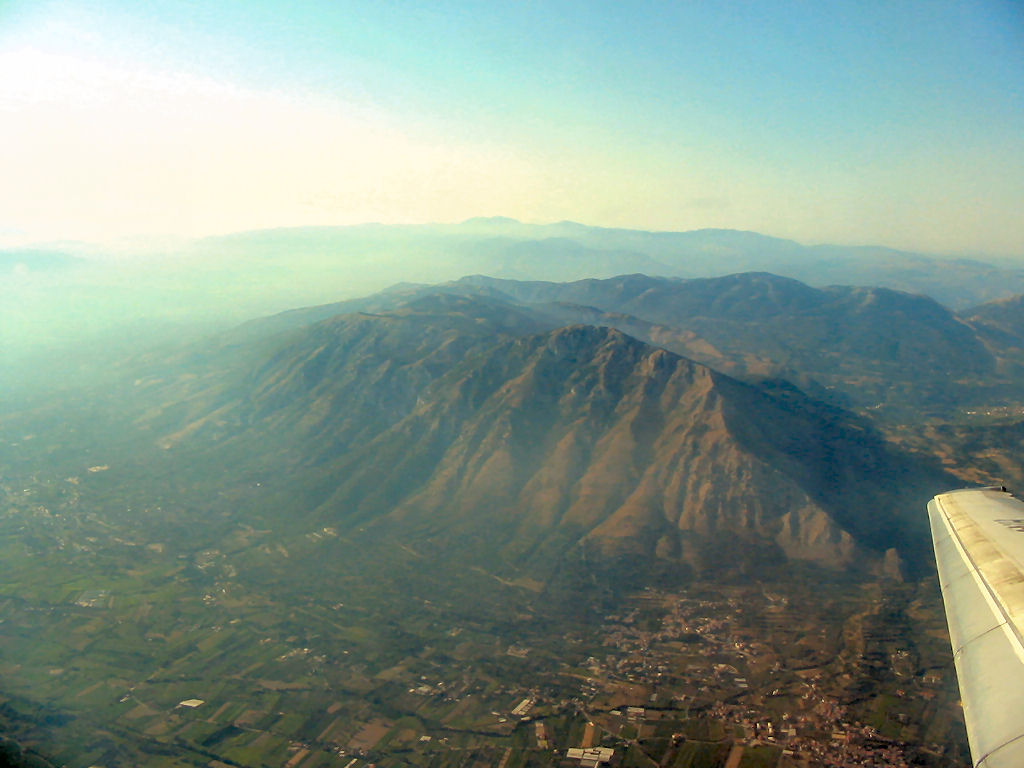
Vista aérea del macizo, con el grupo Taburno en primer plano y Camposauro en el fondo.

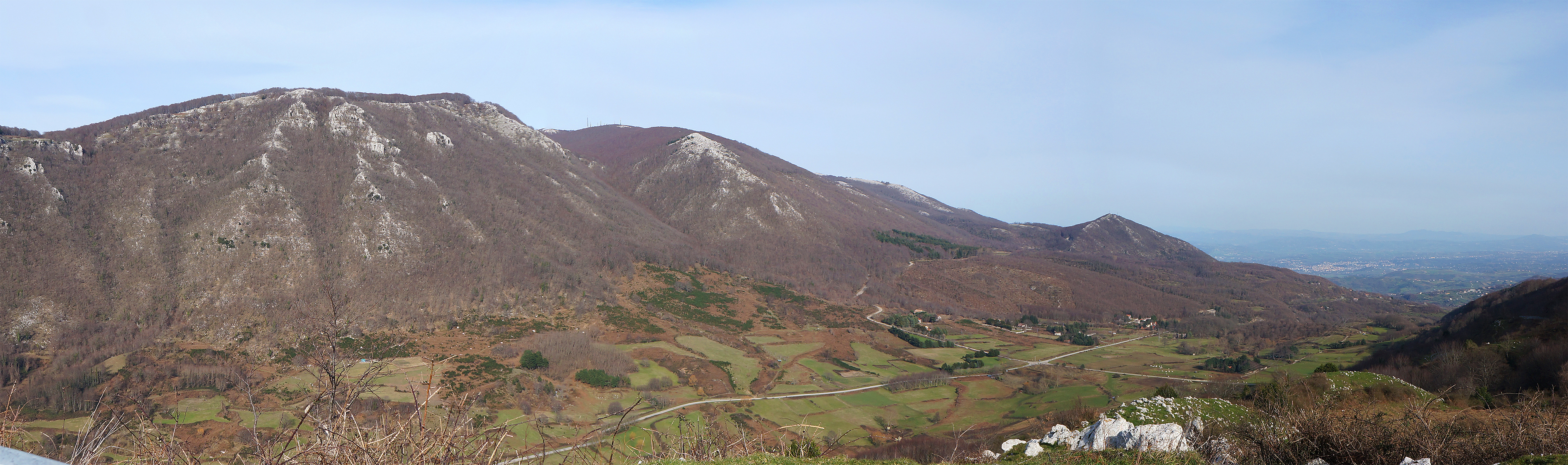
Vista del grupo del Taburno, con la llanura de Prata en primer plano.

El Taburno Camposauro es un macizo calcáreo aislado en los Apeninos de Campania cuya formación se remonta al Mesozoico. Carece de aguas superficiales. Los fenómenos de karst, como las oquedades y las cuevas, son frecuentes en el macizo. Las laderas del sur son mucho más empinadas y más escarpadas que las del norte. Debido al tipo de arcilla y la arena fósil que se encuentran allí, se cree que a mediados del Plioceno existía un mar poco profundo en la zona. En el macizo se encuentran las rocas de piedra caliza más antiguas de la provincia. Al pie del grupo del sur está la fuente Fizzo, que proporciona agua al Palacio Real de Caserta a través del Acueducto de Vanvitelli.
Está situado al oeste de Benevento, y cae completamente dentro de su provincia. Se compone de dos grupos de montañas, el Taburno en el sur y el Camposauro en el norte, separados por la llanura Prata. El Valle Telesina separa el Taburno Camposauro de las montañas Matese, mientras que el densamente poblado Valle Caudina lo separa del macizo del Partenio. Los picos más altos son: Taburno (1393 m), Camposauro (1390 m), Alto Rotondi (1305 m), Gaudello (1226 m), Sant'Angelo (1189 m) y Pentime (1168 m), situados en un semicírculo dando forma al valle de Vitulano en el centro.
Su territorio es compartido por catorce comuni: Bonea, Bucciano, Cautano, Foglianise, Frasso Telesino, Melizzano, Moiano, Montesarchio, Paupisi, Sant'Agata de 'Goti, Solopaca, Tocco Caudio, Torrecuso y Vitulano. El pico más alto se encuentra en el municipio de Bonea. Visto desde Benevento, el perfil de la montaña se asemeja a una mujer dormida; por esta razón se lo conoce como "la durmiente del Sannio". El macizo está protegido como parte del Parque Regional de Taburno-Camposauro, que se extiende por 12,370 hectáreas, con una población total de aproximadamente 25,000

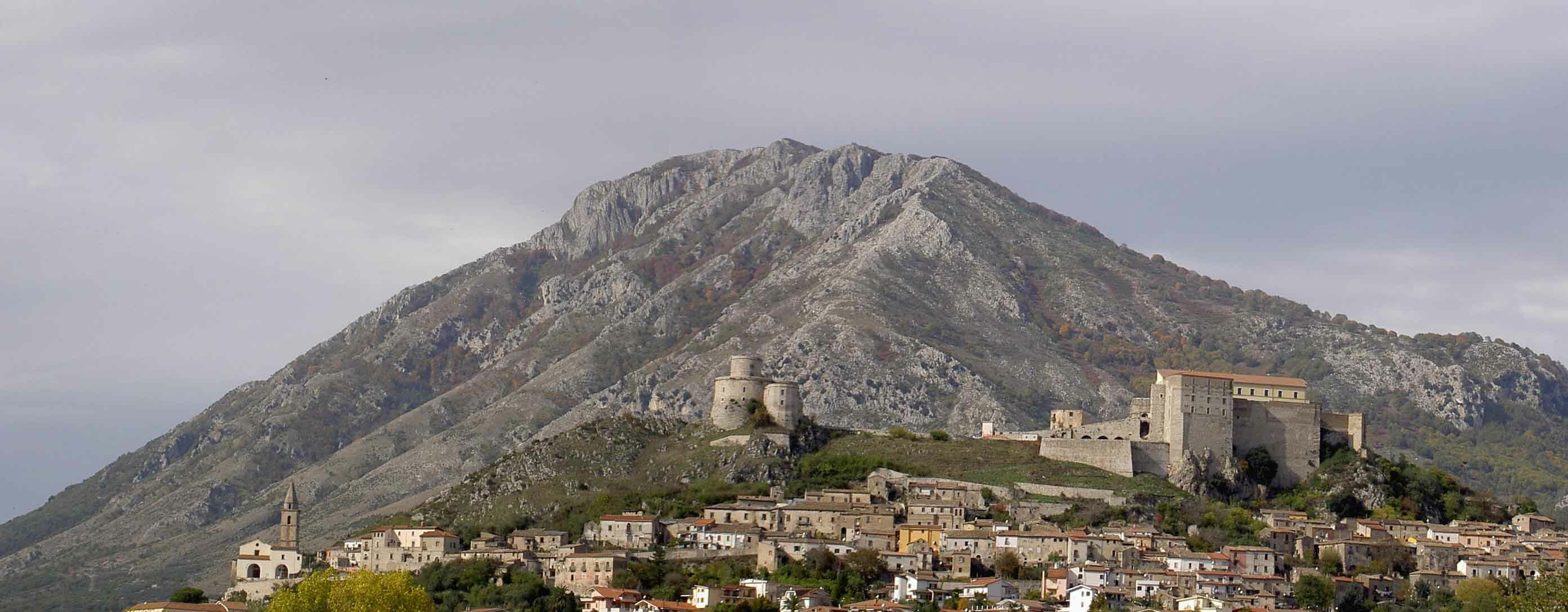
Las laderas rocosas del sur del Monte Taburno con Montesarchio en primer plano.

## Fauna
La fauna del macizo es variada. Aunque la presión de las actividades humanas provocó la desaparición de especies raras de la zona, y la falta de cursos de agua limita la variedad de especies, Taburno Camposauro alberga la fauna más diversa de la provincia de Benevento, debido a los muchos entornos diferentes. Debido a esta diversidad, las especies de aves son abundantes: se han observado 94, de las cuales 75 especies anidadoras. El cuervo común, el ratonero común, el trepador azul, el zorzal alirrojo y varias especies de paseriformes se pueden ver en el macizo.
Los mamíferos se ven afectados por la invasión humana y la extensa infraestructura vial. Los más comunes son roedores, murciélagos, erizos europeos, topos y zorros. La presencia de lobos es incierta: se cree que atraviesan el área durante sus movimientos, pero nunca se ha observado una población estable. Las liebres y jabalíes que se encuentran en el macizo se introdujeron originalmente por motivos de caza.
El número de anfibios se ve afectado por la falta de agua. El sapo común y, más raramente, el sapo verde europeo se puede encontrar en los barrancos, mientras que cerca de los manantiales a una altitud más baja se encuentran la rana arborícola italiana y la rana de arroyo italiano. Se conoce la presencia de dos serpientes, la serpiente de cuatro rayas y la serpiente de Esculapio, mientras que varios reptiles más pequeños habitan el macizo, entre los que se encuentran la lagartija italiana y el geco.

## Flora
A menos de 800 metros sobre el nivel del mar, el impacto de las actividades humanas es fuerte, y la vegetación está formada en su mayoría por olivos en el grupo Taburno y viñedos en el grupo Camposauro. Entre 800 y 1000 metros de elevación, la flora está compuesta principalmente por Fraxinus ornus, Carpinus orientalis, Ostrya carpinifolia y olmo de campo. Por encima de los 1000 metros de altitud, los árboles que dominan el Taburno son el abeto europeo y el haya, acompañados de plantas como el acebo común y la belladona, mientras que el Camposauro tiene un bosque mixto, con predominio de encina en el noroeste  y la presencia de roble pubescente y arce en las laderas del norte.
Los abetos plateados europeos encontrados en el Taburno fueron plantados por los Borbones alrededor de 1846, y ahora son parte del Bosque Estatal de Taburno (Foresta demaniale del Taburno), que se extiende por 614 hectáreas y alberga principalmente hayas.

## Hitos

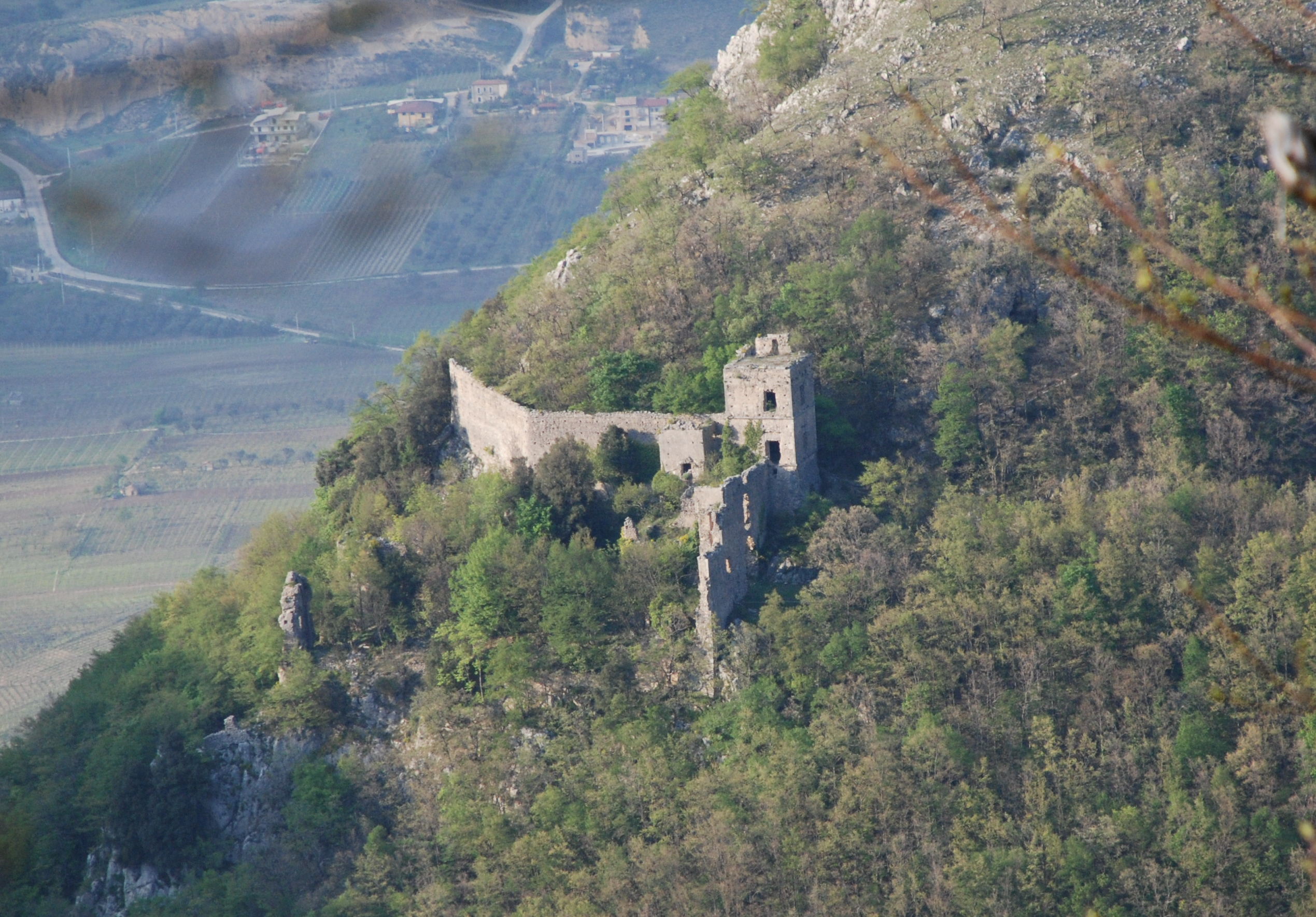
La abadía de Santa Maria in Gruptis

Las ruinas de la abadía de Santa María en Gruptis se encuentran en el grupo de Camposauro, en el lado de un desfiladero que domina el Valle Telesina. Fue fundada en el siglo X y utilizada por varias órdenes monásticas, antes de ser desacralizada en 1705.
En la ladera sur del Monte Taburno, en la comuna de Bucciano, se encuentra el Santuario de la Virgen de Taburnus, construido a finales del siglo XV y utilizado por los frailes dominicos. El complejo incluye una iglesia, un convento, un claustro y un campanario. Después de llegar aestar en mal estado, fue restaurado lentamente a partir de 1892.
En el grupo de Taburno se encuentran las ruinas de la Casina Reale, un pabellón de caza utilizado por la realeza borbónica. La rocosa ladera sur alberga varias cuevas, entre las que se encuentra la cueva de San Simeón, con frescos que datan de 1600. En la parte noreste del macizo, muy por encima de Vitulano, se encuentra la Ermita de San Mennas construida en el siglo IX. En el punto exacto del pico más alto del macizo hay una gran cruz con un libro de cumbres del CAI.

## Producción de vino

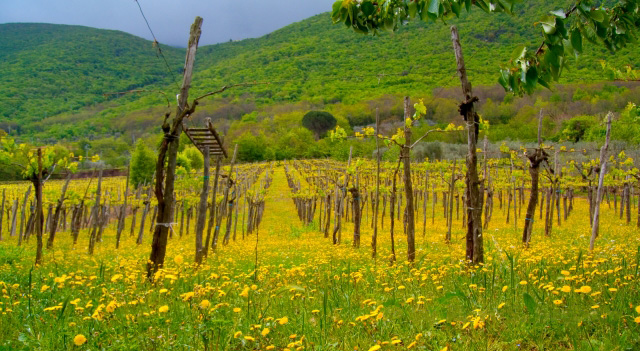
Viñas en Solopaca, al pie del macizo.

El vino italiano, rojo, blanco, rosay espumoso, bajo la denominación Taburno DOC proviene de los viñedos situados en las estribaciones de las montañas de Campania. Las uvas destinadas a la producción de DOC se deben cosechar hasta un rendimiento máximo de 13 toneladas / hectárea con los vinos terminados fermentados a un nivel mínimo de alcohol del 11%. El DOC de Taburno es actualmente una subzona de la etiqueta DOC de Sannio
El Taburno rojo y rosado es una mezcla de 40-50% de Sangiovese, 30-40% de Aglianico con hasta 30% de otras variedades de uva (tanto rojas como blancas), como Barbera del Sannio, permitidas para completar el resto de la mezcla. Los blancos están hechos de 40-50% de Trebbiano, 30-40% de Falanghina y hasta 30% de otras variedades locales de uva blanca. Se produce un spumanteespumoso bajo la denominaciónTaburno a partir de una mezcla mínima del 60% de Coda di Volpe y / o Falanghina con otras variedades blancas locales que pueden completar hasta el 40% de la mezcla. Los vinos Taburno etiquetados como Riserva deben alcanzar un nivel mínimo de alcohol del 12% y envejecer durante al menos tres años antes de su venta.